# Cipher System
Cipher System (tidigare Eternal Grief) är ett melodisk death metal band från Tjörn. Bandet släppte sitt första album Central Tunnel Eight genom LifeForce Records i november 2004. Efter några års tystnad tillbringade bandet ett antal månader mellan 2010 och 2011 med att på egen hand spela in ett nytt album. Skivan mixades i Studio Fredman och fick titeln Communicate The Storms. Strax efter det att skivan var klar, offentliggjordes det att bandet skrivit på för skivbolaget Nuclear Blast, och skivan släpptes genom det bolaget i september 2011.

## Medlemmar
Nuvarande medlemmar
- Henric Carlsson (Henric Liljesand) – basgitarr (2001– )
- Johan Eskilsson – gitarr, sång (2001– )
- Peter Engström – keyboard (2001– )
- Andeas Allenmark – gitarr (2008– )
- Emil Frisk – trummor (2009– )
- Carl Obbel – growl (2010– )

Tidigare medlemmar
- Pontus Andersson – trummor (2001–2008)
- Daniel Schöldström – growl (2001–2005)
- Magnus Öhlander – gitarr (2002–2007)
- Jimmie Strimell – growl (2005–2008)
- Andreas Solveström – growl (2008–2009)

## Diskografi
Demo
- 2002 – Eyecon
- 2003 – Promo 2003
- 2006 – Promo 2006
- 2009 – Promo 2009

Studioalbum
- 2004 – Central Tunnel Eight
- 2011 – Communicate the Storms

Annat
- 2004 – Cipher System / By Night (delad album)